# Harry Ledingham-Horn
Harry Ledingham-Horn, född 9 december 2003, är en brittisk tävlingscyklist som tävlar i bancykling.

## Karriär
Vid EM 2025 i Heusden-Zolder tog Ledingham-Horn brons tillsammans med Hayden Norris och Harry Radford i lagsprint.